# Пятилетка (платформа)
Пятилетка — железнодорожная остановка Самарского отделения Куйбышевской железной дороги, по направлению на Жигулёвское море и Похвистнево, расположена на территории города Самары, тарифная зона — 32.
Рядом с платформой расположена станция «Кировская» Самарского метрополитена.

## История
Застраиваться жильём район будущей платформы «Пятилетка» начал ещё в 1930-х годах. Толчок к развитию района дала Великая Отечественная война, когда вдоль железной дороги на Безымянке начали размещать эвакуированные заводы. Для обслуживания рабочих этих предприятий в 1943 году и была построена платформа «Пятилетка». Тогда же рядом с платформой возник так называемый «Вшивый рынок», на котором жители пригородных посёлков Зубчаниновка и Смышляевка продавали рабочим близлежащих заводов молоко, другие продукты питания и махорку. Также на нём продавали и обменивали поношенную одежду, из-за чего рынок и получил своё название. «Вшивый рынок» существовал до конца 1950-х годов и окончательно закрылся после ликвидации инвалидских артелей.
В 1960-х—1980-х годах платформой пользовались рабочие близлежащих заводов: 9 ГПЗ (ныне ОАО «Самарский подшипниковый завод»), Куйбышевский завод «Гидроавтоматика» (ныне ОАО «Гидроавтоматика») и ряда других.
В 1990-х годах начал свою работу так называемый «Большой Кировский рынок», самый крупный в Самаре. Он состоит из нескольких вещевых рынков и торговых комплексов, большая часть которых расположена вдоль железной дороги в районе станций «Пятилетка» и «Безымянка». Возникнув во многом стихийно, со временем рынок стал приобретать цивилизованные черты. В 2002 году московское ООО «Саммос» арендовало у «Куйбышевской железной дороги» 7 655 м² земли в полосе отвода железной дороги у платформы «Пятилетка» под организацию мест розничной торговли. В 2012 году арендатором земель рынка «Пятилетка» стало московское ООО «Аксинья». На рынке работает около тысячи торговцев.